# Kroktjärnen (Frostvikens socken, Jämtland, 715055-144322)
Kroktjärnen är en sjö i Strömsunds kommun i Jämtland och ingår i Ångermanälvens huvudavrinningsområde. Sjön har en area på 0,0757 kvadratkilometer och ligger 405,2 meter över havet.

## Delavrinningsområde
Kroktjärnen ingår i det delavrinningsområde (715089-144202) som SMHI kallar för Utloppet av Östra Sakrivattnet. Medelhöjden är 453 meter över havet och ytan är 23,54 kvadratkilometer. Räknas de 24 avrinningsområdena uppströms in blir den ackumulerade arean 108,86 kvadratkilometer. Sjulsån (Fiskån) som avvattnar avrinningsområdet har biflödesordning 3, vilket innebär att vattnet flödar genom totalt 3 vattendrag innan det når havet efter 289 kilometer. Avrinningsområdet består mestadels av skog (81 procent). Avrinningsområdet har 2,93 kvadratkilometer vattenytor vilket ger det en sjöprocent på 12,5 procent.